# Trinity (Florida)
Trinity ist  ein census-designated place (CDP) im Pasco County im US-Bundesstaat Florida. Das U.S. Census Bureau hat bei der Volkszählung 2020 eine Einwohnerzahl von 11.924 ermittelt.

## Geographie
Trinity liegt rund 50 km südwestlich von Dade City sowie etwa 50 km nordwestlich von Tampa. Der CDP wird von der Florida State Road 54 tangiert.

## Demographische Daten
Laut der Volkszählung 2010 verteilten sich die damaligen 10.907 Einwohner auf 4.275 Haushalte. Die Bevölkerungsdichte lag bei 894 Einw./km². 93,2 % der Bevölkerung bezeichneten sich als Weiße, 1,5 % als Afroamerikaner, 0,2 % als Indianer und 2,9 % als Asian Americans. 0,9 % gaben die Angehörigkeit zu einer anderen Ethnie und 1,4 % zu mehreren Ethnien an. 5,5 % der Bevölkerung bestand aus Hispanics oder Latinos.
Im Jahr 2010 lebten in 35,1 % aller Haushalte Kinder unter 18 Jahren sowie 37,9 % aller Haushalte Personen mit mindestens 65 Jahren. 83,3 % der Haushalte waren Familienhaushalte (bestehend aus verheirateten Paaren mit oder ohne Nachkommen bzw. einem Elternteil mit Nachkomme). Die durchschnittliche Größe eines Haushalts lag bei 2,68 Personen und die durchschnittliche Familiengröße bei 2,93 Personen.
25,9 % der Bevölkerung waren jünger als 20 Jahre, 15,7 % waren 20 bis 39 Jahre alt, 29,2 % waren 40 bis 59 Jahre alt und 29,2 % waren mindestens 60 Jahre alt. Das mittlere Alter betrug 45 Jahre. 48,2 % der Bevölkerung waren männlich und 51,8 % weiblich.
Das durchschnittliche Jahreseinkommen lag bei 80.366 $, dabei lebten 5,6 % der Bevölkerung unter der Armutsgrenze.
Im Jahr 2000 war Englisch die Muttersprache von 94,91 % der Bevölkerung, Spanisch sprachen 2,05 % und 3,04 % hatten eine andere Muttersprache.